# Nitrosomonas communis
Nitrosomonas communis ist eine Bakterienart der Gattung Nitrosomonas. Es handelt sich um eine nitrifizierende Bakterienart, die im Stoffwechsel Ammoniak (NH3) zu Nitrit (NO2−) oxidiert und hierdurch Energie gewinnt.

## Merkmale
Die Zellen sind kurze Stäbchen mit abgerundeten Ecken oder ellipsoid in einer Größe von 1,0–1,4 X 1,7–2,2 Mikrometer. Die Art ist wie alle Bakterien der Gruppe der Proteobacteria gramnegativ. Nitrosomonas communis ist aerob, das Bakterium benötigt Sauerstoff.
Nitrosomonas communis wurde aus landwirtschaftlich genutzten, neutralen Böden isoliert.

## Stoffwechsel
Nitrosomonas communis zählt, wie alle Mitglieder der Familie der Nitrosomonadaceae, zu den Nitrifizierern. Der Stoffwechsel beruht auf der Nitrifikation, es wird Ammoniak (NH3) zu Nitrit (NO2−) oxidiert.
Hierbei werden durch die Oxidation von Ammoniak Elektronen in eine Elektronentransportkette gebracht. Es wird eine protonenmotorische Kraft erzeugt, wodurch schließlich ATP gebildet wird. Für die Kohlenstofffixierung nutzen die nitrifizierenden Bakterien den Calvin-Zyklus, der auch bei der Photosynthese der Pflanzen genutzt wird.
Die Art ist somit chemolithoautotroph, sie nutzt also anorganische Elektronendonatoren (Ammoniak) zur Energiegewinnung und ist nicht auf organische Energie- und Kohlenstoffquellen angewiesen.
Die Bakterien sind im Gegensatz zu einigen anderen Vertretern der Gattung nicht in der Lage Harnstoff als Ammoniumquelle zu nutzen.